# 中国共産党中央紀律検査委員会

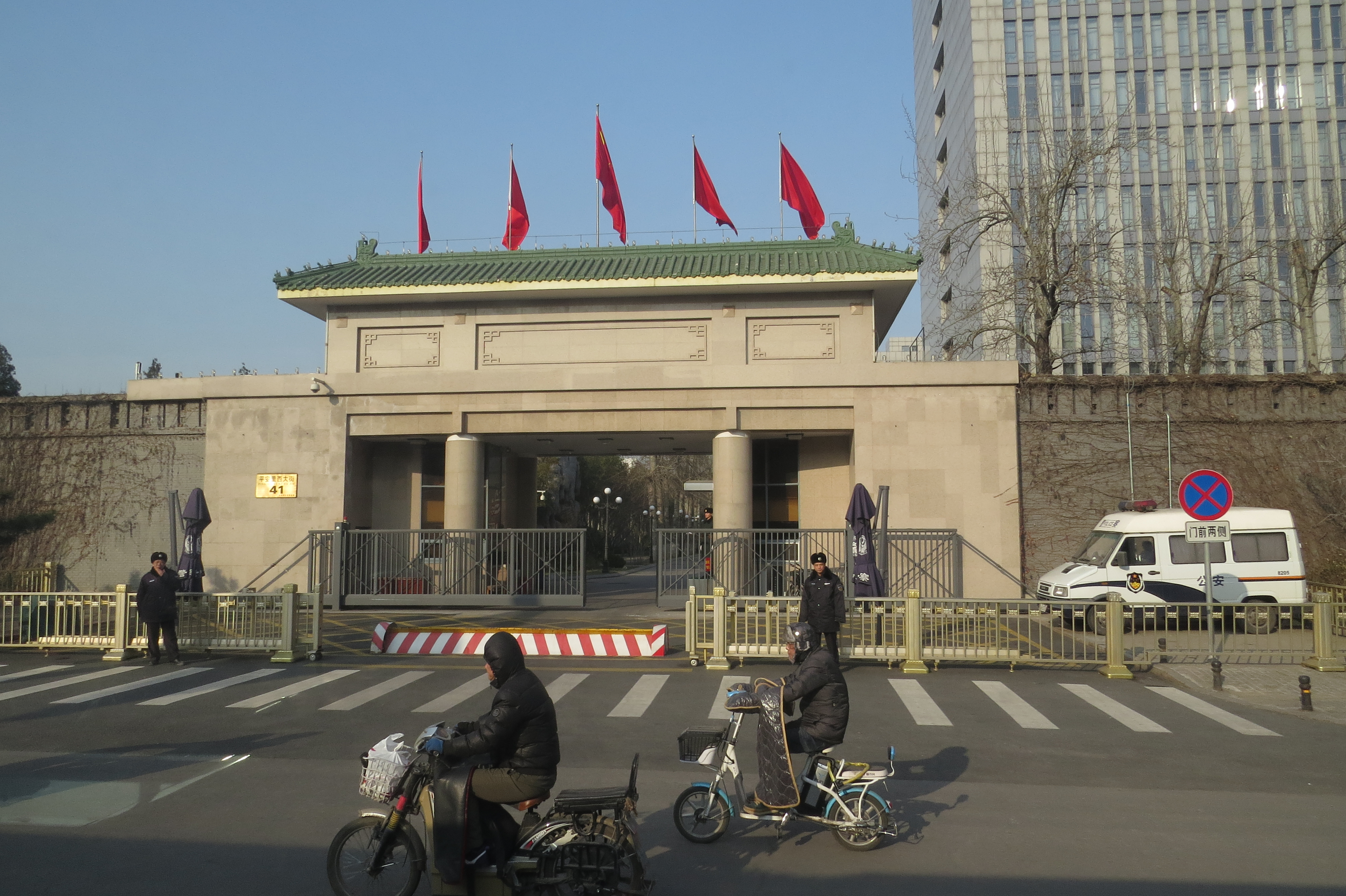
中央紀律委所在地

中国共産党中央紀律検査委員会（ちゅうごくきょうさんとうちゅうおうきりつけんさいいんかい）は、中国共産党の路線の実行や党紀の整頓、党員の腐敗などを監督する機関。略称は中央紀委。委員は中国共産党全国代表大会で選出され、書記、副書記、常務委員は中紀委全体会議で選出される。紀律検査委員会は各地方に存在し、通常は中華人民共和国国家監察委員会と合同で動く。なお、日本では外務省においても、規律と紀律の両方を使用している。

## 概要
創設は1927年に設立された中央監察委員会にまで遡る。1949年の中華人民共和国成立時に中央紀律検査委員会と改められる。1955年、中央監察委員会に再改称したが、文化大革命勃発時に消滅。1978年の第11期3中全会において中央紀律検査委員会として復活。陳雲が第一書記に任じられ、劉少奇など文化大革命の被害者の名誉回復を行うと共に四人組問題を処理した。
歴代書記の顔ぶれを見れば分かるように、重職である。当初は思想の徹底に重きが置かれており、整風運動の推進や、高崗・鐃漱石の反党事件の処理などを行っていたが、現在では近年多発している党員の腐敗の防止・対策・摘発に重点が置かれている。
長江公司事件では、北京市党委書記で、事件に密接に関わっていたとされた陳希同を政治局委員から解任、当時中央紀委書記だった尉健行が北京市の党委書記を兼任した。遠華密輸事件でも副書記だった何勇が陣頭に立ち解明にあたった。

## 歴代書記
- 朱徳（1949年 - 1955年）
- 董必武（1955年 - 1966年）
- 文化大革命で業務停止（1966年 - 1978年）
- 陳雲（1978年 - 1987年）
- 喬石（1987年 - 1992年）
- 尉健行（1992年 - 2002年）
- 呉官正（2002年 - 2007年）
- 賀国強（2007年 - 2012年）
- 王岐山（2012年 - 2017年）
- 趙楽際（2017年 - 2022年 ）
- 李希（2022年 -  ）

## 第20期中央紀委委員
（2022年10月 -）
- - 書紀　李希
  - 副書記：
  - 常務委員会委員：

## 第19期中央紀委委員
（2017年10月 -2022年10月 ）
- 書紀　趙楽際
- 副書記：楊暁渡、張昇民（中国語版）、劉金国、楊暁超、李書磊、徐令義、肖培、陳小江
- 常務委員会委員：王鴻津、白少康、劉金国、李書磊、楊暁超、楊暁渡、肖培、鄒加怡、張昇民、張春生、陳小江、陳超英、趙楽際、侯凱、姜信治、駱源、徐令義、凌激、崔鵬

## 第18期中央紀委委員
出典:
（2012年11月15日　第18期党中央委員会第1回全体会議通過）
- 書記　王岐山
- 副書記：趙洪祝、黄樹賢、李玉賦、杜金才、呉玉良、張軍（中国語版）、陳文清、王偉
- 常務委員会委員：王偉、王岐山、劉濱、江必新、杜金才、李玉賦、呉玉良、邱学強、張軍、張紀南、陳文清、周副啓、趙洪祝、侯凱、兪貴麟、姚増科、黄樹賢、黄暁薇、崔少鵬

## 第17期中央紀委委員
（2007年10月22日　第17期党中央委員会第1回全体会議通過）
- 書記　賀国強
- 副書記　何勇、張恵新、馬馼、孫忠同、干以勝、張毅、黄樹賢、李玉賦
- 常務委員会委員：干以勝、馬馼、王偉、令狐安、孫忠同、杜学芳、李玉賦、呉玉良、呉毓萍、邱学強、何勇、張軍（中国語版）、張毅、張紀南、張恵新、屈萬祥、賀国強、黄樹賢、蔡継華

## 第16期中央紀委委員
（2002年11月15日　第16期党中央委員会第1回全体会議通過　委員は120名）
- 書記　呉官正
- 副書記　何勇、夏賛忠、李至倫（監察部長）、張樹田、劉錫栄、張恵新、劉峰岩
- 常務委員会委員（18人）：干以勝、馬馼、馬志鵬、王振川、劉峰岩、劉家義、劉錫栄、李至倫、呉玉良（2004年1月補選）、呉官正、呉毓萍、何勇、沈徳咏、張樹田、張恵新、趙洪祝、夏賛忠、黄樹賢（監察部副部長）、解厚銓